# JCSAT-2
JCSAT-2 est un satellite de télécommunications géostationnaire conçu et fabriqué par Hughes Space and Communications Company (intégré ensuite au Boeing Satellite Development Center) sur la plateforme HS-393. Il a été initialement commandé par la société Japan Communications Satellite Company (JCSAT), qui a ensuite fusionné avec la JSAT Corporation. Doté d'une charge utile en bande Ku, il était positionné à la longitude de 154° Est jusqu’à son remplacement par JCSAT-2A.

## Description
Le satellite a été conçu et fabriqué par Hughes Space and Communications Company sur la plateforme satellitaire HS-393. Sa masse au lancement était de 2 280 kg (5 030 lb), et sa masse en orbite géostationnaire atteignait 1 364 kg (3 007 lb). Il était conçu pour une durée de vie de 8 ans. En configuration repliée pour le lancement, ses dimensions étaient de 3,4 m (11 ft) de long pour 3,7 m (12 ft) de diamètre.
Avec ses panneaux solaires déployés, le satellite atteignait une envergure de 10 m (33 ft). Son système d’alimentation produisait environ 2 350 watts grâce à deux panneaux solaires cylindriques. Il embarquait également deux batteries nickel-hydrogène (NiH2) d’une capacité de 38 ampère-heure chacune.
JCSAT-2 était destiné à opérer depuis la position orbitale de 150° Est au sein de la constellation JSAT.
Son système de propulsion était composé de deux moteurs R-4D-12 à apogée liquide (LAE), chacun délivrant une poussée de 490 N (110 lbf). Il utilisait également deux propulseurs axiaux et quatre radiaux de 22 N (4,9 lbf), à propulsion à ergols liquides bipropellants, pour le maintien à poste orbital et le contrôle d’attitude. Le satellite emportait suffisamment de propergol pour la circularisation d’orbite et huit ans de service opérationnel.
La charge utile comprenait une antenne de 2,4 m (7 ft 10 in) alimentée par trente-deux transpondeurs en bande Ku de 27 MHz chacun, offrant une bande passante totale de 864 MHz. Chaque transpondeur était équipé d’un amplificateur à tube à ondes progressives (TWTA) fournissant une puissance de sortie de 20 watts.

## Historique
Avec l’ouverture du marché japonais des télécommunications par satellite aux investissements privés, la société Japan Communications Satellite Company (JCSAT) fut fondée en 1985. En juin de la même année, JCSAT passa commande auprès de Hughes Space and Communications pour deux satellites identiques, JCSAT-1 et JCSAT-2, basés sur la plateforme HS-393, stabilisée par rotation.
JCSAT-2 fut lancé avec succès le 1er janvier 1990 à 00:07 UTC à bord d’une fusée Commercial Titan III (vol inaugural), en compagnie du satellite Skynet 4A. Bien que son retrait fût initialement prévu pour l’an 2000, le satellite fut finalement transféré sur une orbite cimetière en 2002.